# 堀光一路
堀 光一路（ほり こういちろ、1947年1月22日 - ）は、日本の元歌手・カスタムペインター。東京都新宿区百人町出身。

## 来歴
錦城学園高等学校卒業後は印刷関連の写真修正を行う会社に就職。この時に得たエアブラシの技術が後にカスタムペインターになるきっかけの一つとなる。同時期に歌手活動を開始。20代の頃は主にディスコや米軍キャンプでのバンド活動やヤマハポピュラーソングコンテストへの参加、そして全日本トライアル選手権などのモータースポーツにも参加する。また、歌手活動としては自身の音楽のジャンルとは違うが、CMソングや『無敵超人ザンボット3』の主題歌や『機動戦士ガンダム』の挿入歌などのアニメソングも歌っていた。その中でも「宇宙の星よ永遠に」がお気に入りだと答えている。しかし、オイルショックの影響により活動拠点としていたディスコやライブハウスが減少したため「シャアが来る」を最後に歌手活動を停止。
中古車販売の仕事を経て1978年にバイクのカスタムペイントショップを開業する。その後移転した際に店名を「フリーダム ヴィンテージサイクルス」と改め、現在は1936年から1948年までの希少性の高いヴィンテージハーレーダビッドソンのカスタマイズやレストアも行っている。また、自身もそれらのヴィンテージ・ハーレーダビッドソンに跨り、レースに参戦している。

## 主な曲

### アニメソング
- 行け!ザンボット3（『無敵超人ザンボット3』OP）
- 宇宙の星よ永遠に（『無敵超人ザンボット3』ED）
- シャアが来る（『機動戦士ガンダム』挿入歌）

### カバーソング
- 宇宙戦艦ヤマト（『宇宙戦艦ヤマト』OP）
- ジャッカー電撃隊（『ジャッカー電撃隊』OP）
- オー!!大鉄人ワンセブン（『大鉄人17』OP）
- すきだッダンガード（『惑星ロボ ダンガードA』OP）
- カムヒア!ダイターン3（『無敵鋼人ダイターン3』OP）
- キャプテンハーロック（『宇宙海賊キャプテンハーロック』OP）

他多数。

### ドラマ主題歌
- そのとき若者は（土曜日の女『女子高校生殺人事件』OP）

### その他
- みどり色の自由
- 旅立つ鳩